# Attila Adorjany
Attila Adorjany (Toronto, 1974) es un ilustrador, historietista, pintor, escultor, y diseñador gráfico canadiense. Muchos de sus trabajos publicados son mezcla de medios tradicionales y digitales.
Probablemente es más conocido por sus ilustraciones fantásticas  y diseños para juegos de rol. Sus trabajos también aparecen en pasquines de películas, carátulas de CD, tarjetas comerciales y animaciones para películas y videojuegos. También ha trabajado para algunas publicaciones de su país, Canadá , e internacionales. Entre sus clientes están Dragon Magazine, Wizards of the Coast, White Wolf, AEG, Warner Bros., Warner Music Canada, UDON, Green Ronin, EA Games, entre otros. 
Reside con su familia en Toronto.